# Sisyromyia crassirostris
Sisyromyia crassirostris är en tvåvingeart som först beskrevs av Macquart 1850.  Sisyromyia crassirostris ingår i släktet Sisyromyia och familjen svävflugor. Inga underarter finns listade i Catalogue of Life.